# Henryk Zachmost
Henryk Zachmost pseud.: Zorza, Pedał (ur. 26 listopada 1924 w Pabianicach, zm. 7 lutego 1989 w Piotrkowie Trybunalskim) – żołnierz Armii Andersa i Polskich Sił Zbrojnych, oficer Armii Krajowej, kapitan łączności czasu wojny, cichociemny.

## Życiorys
Przed wybuchem wojny był gimnazjalistą. We wrześniu 1939 roku miał 15 lat, nie został zmobilizowany. W 1940 roku został wywieziony z rodziną w głąb ZSRR do łagru. Po podpisaniu układu Sikorski-Majski 27 lutego 1942 roku wstąpił do 20 pułku piechoty. Uczył się w szkole podchorążych. Po przejściu pod dowództwo brytyjskie w Iranie został we wrześniu 1942 roku przerzucony do Wielkiej Brytanii.
Zgłosił się do służby w kraju. Po przeszkoleniu w radiotelegrafii został zaprzysiężony 10 lipca 1943 roku i przetransportowany do Głównej Bazy Przerzutowej w Brindisi we Włoszech. Zrzutu dokonano w nocy z 8 na 9 kwietnia 1944 roku w ramach operacji „Weller 6” dowodzonej przez kpt. naw. Antoniego Freyera (zrzut na placówkę odbiorczą „Nil 1” 4 km na wschód od stacji kolejowej Rozprza). Po aklimatyzacji w Warszawie początkowo pozostawał w dyzpozycji szefa łączności Komendy Głównej AK jako oficer radiooperator, w lipcu dostał przydział na stanowisko dowódcy plutonu radiołączności Oddziału V Łączności Sztabu Okręgu Białystok AK. Pełnił również funkcję zastępcy szefa Oddziału. W czasie akcji „Burza” utrzymywał łączność Sztabu Okręgu z Komendą Główną AK. Brał również udział w akcjach bojowych: m.in. w ataku na posterunek żandarmerii we wsi Kulesze, starcie z oddziałem SS w lipcu i sierpniu 1944 roku.
Po wkroczeniu oddziałów radzieckich na teren okręgu został 20 sierpnia 1944 roku aresztowany przez NKWD i wywieziony do łagru w głębi ZSRR. Wrócił do Polski we wrześniu 1948 roku.
Od lutego 1949 roku pracował w: Ochronie Skarbowej w Kutnie (1949–1951, jako kontroler), a później przez kilka dekad w PZU, początkowo jako kierownik referatu ubezpieczeń w Kutnie, od 1955 roku w Piotrkowie Trybunalskim, kolejno na stanowiskach: kierownika referatu Ubezpieczeń Majątkowych, zastępcy kierownika inspektoratu, p.o. kierownika inspektoratu, dyrektora oddziału i od lipca 1975 roku – naczelnika Wydziału Nadzoru Ubezpieczeń Majątkowych Oddziału Wojewódzkiego PZU.
W 1957 roku zdał maturę w Państwowym Liceum Ogólnokształcącym dla Pracujących w Piotrkowie Trybunalskim, a w 1962 roku ukończył Roczne Studium Zaoczne Ekonomiki Przemysłu, zorganizowane przy Dyrekcji Szkolenia Ekonomicznego w Katowicach.
Od 1949 roku należał do Związku Zawodowego Pracowników Państwowych i Społecznych. W 1959 roku wstąpił do Związku Ochotniczych Straży Pożarnych. Od 1968 roku był członkiem ZBoWiD, od 1966 roku PZPR i od 1969 roku – Frontu Jedności Narodu.

## Awanse
- starszy strzelec – 21 lutego 1943 roku
- podporucznik – ze starszeństwem z dniem 9 kwietnia 1944 roku
- porucznik –
- kapitan –

## Ordery i odznaczenia
- Krzyż Srebrny Orderu Wojennego Virtuti Militari nr 13575[1]
- Krzyż Walecznych – 1 sierpnia 1944 roku
- Srebrny Krzyż Zasługi z Mieczami – listopad 1944 roku.

## Życie rodzinne
Był synem Michała, policjanta, i Marty z domu Gogolewskiej. W 1949 roku ożenił się ze Stefanią Posielską (ur. w 1923 roku). Mieli troje dzieci: Henrykę (ur. w 1950 roku), Elżbietę (ur. w 1952 roku) i Stanisława (ur. w 1958 roku).